# Famille Viola
La famille Viola est une famille patricienne de Venise.

## Historique
Selon la tradition, les Viola seraient issus d'une ancienne famille patricienne romaine. Ils appartenaient à l'ordre des secrétaires du Sénat de Venise et furent agrégés à la noblesse de la république de Venise le 27 décembre 1783 en la personne de Giovanni Antonio Viola pour services utiles rendus au gouvernement vénitien. La famille est inscrite dans le Livre d'or et est investie du titre de comte de Campalto(San Martino Buon Albergo).
Après la chute de la République, la famille reçut la reconnaissance par le royaume de Lombardie-Vénétie de sa noblesse et de son rang comtal par la résolution souveraine du 4 février 1831 puis en 1886 par le ministère de l’Intérieur du royaume d'Italie sous le règne de Humbert Ier.
Le comte Andrea Viola a fait construire dans le dernier quart du XVIIIe siècle à Trévise dans la paroisse de Fiera une villa, la villa Viola-Pietrobon. Le comte Giovanni Battista Viola habitait depuis 1876 au palazzo Lezze sur le campo Santo Stefano à Venise. 

## Personnalités
De cette famille sont notamment issus:
- Andrea Alvise Viola qui a écrit en cinq volumes la Compilazione delle leggi del serenissimo Maggior Consiglio en 1786.
- Guido Viola (de) qui fut diplomate au XXe siècle.

## Armes

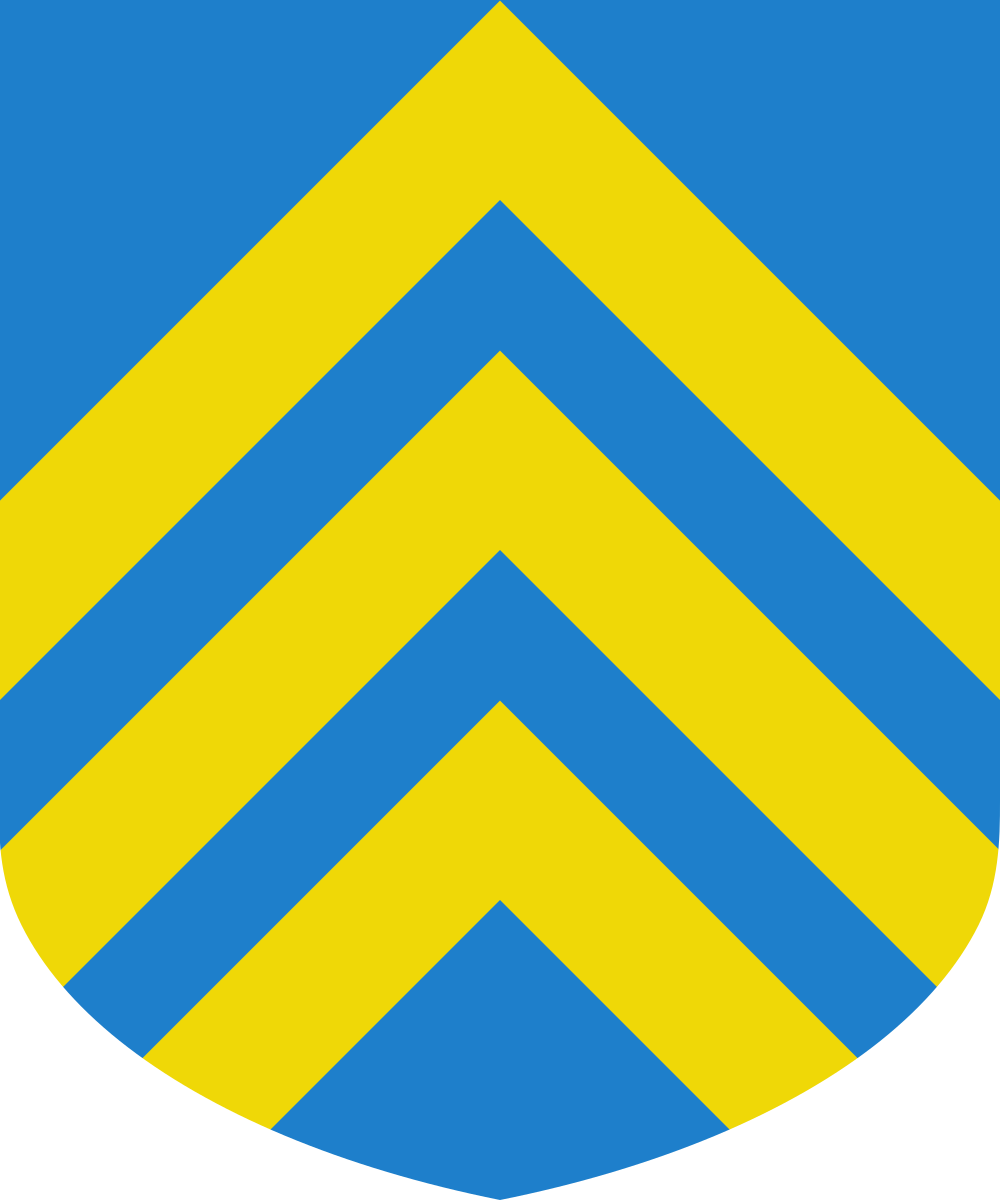
Armes de la famille Viola

Les armes de la famille se blasonnent ainsi : d’azur à trois chevrons d'or.,